# Alexandra Kurtz
Pour les articles homonymes, voir Kurtz.
Alexandra Kurtz est une karatéka allemande connue pour avoir remporté le titre de championne d'Europe en kumite individuel féminin moins de 60 kilos en 2004 à Moscou, en Russie.

## Résultats
| Résultat | Date          | Épreuve                   | Catégorie | Compétition                | Ville hôte            |
| -------- | ------------- | ------------------------- | --------- | -------------------------- | --------------------- |
| [ 1 ]    | Mai 2004      | Kumite individuel - 60 kg | Seniors   | Championnats d'Europe 2004 | Moscou, en Russie     |
| [ 2 ]    | Novembre 2004 | Kumite individuel - 60 kg | Seniors   | Championnats du monde 2004 | Monterrey, au Mexique |